# San Diego, Costa Rica
San Diego är en ort i Costa Rica.   Den ligger i provinsen Cartago, i den centrala delen av landet, 10 km öster om huvudstaden San José. San Diego ligger 1 275 meter över havet och antalet invånare är 16 991.
Terrängen runt San Diego är kuperad åt sydost, men åt nordväst är den platt. Runt San Diego är det tätbefolkat, med 427 invånare per kvadratkilometer. Närmaste större samhälle är San José, 9,6 km väster om San Diego. I omgivningarna runt San Diego växer i huvudsak städsegrön lövskog.